# デイリー・ビューグル社
デイリー・ビューグル社（Daily Bugle、略称:DB）は、マーベル・コミックのスパイダーマンに登場するニューヨーク市の架空の新聞社。この会社は『Marvel Mystery Comics』第18号（1941年4月）の『HUMAN TORCH AND TRO』というジョニー・ストーム/ヒューマン・トーチが活躍する話で登場したが、会社自体は『ファンタスティック・フォー』第2号（1962年1月）で初めて描写された。

## 歴史
1898年にデイリー・ビューグルが設立されて以来、毎日つづくように新聞が印刷されている。デイリー・ビューグルは、ライバル新聞社のデイリー・グローブ社と同じくタブロイド判で印刷されている。ビューグル社のCEO社長・兼・編集長であるJ・ジョナ・ジェイムソンは、高校生のときにデイリー・ビューグルの記者でジャーナリストとしての仕事を始めた。彼は当時、経営不振の危機に迫っていたデイリー・ビューグル社を、亡くなった義父から相続した資金で購入し、大手新聞社に作り替えたという。ときどき作られる雑誌の中には、復活した「The NOW」や、今では廃刊となってみられない「Carol Danvers」などがある。
1936年、ジェイムソンが39丁目2番街にあるグッドマン・ビルを購入し、編集・出版を専門の新聞社だけをそこに移転した。現在のデイリー・ビューグル社は46階建てとなっており、高さ9.1メートルの屋上にはデイリー・ビューグルのロゴが立てられている。建物の裏側には裏通りから通ることができ、そこに荷積み場がある。3階には本社の編集事務所、2つの地下階には印刷室があり、残りの階は住居者が泊まるための賃貸部屋がある。

## 所属スタッフ
- J・ジョナ・ジェイムソン（社長兼編集長）
- ジョセフ・ロビー・ロバートソン（編集長）
- ベティ・ブラント（記者）※以前は秘書を務めていた。
- グローリー・グラント（管理アシスタント）
- ベン・ユーリック（英語版）（記者）※下記のサリーと共にフロントライン社を設立した。
- サリー・フロイド（記者）
- モーティマー（カメラマン）

## 登場作品

### テレビ
- スパイダーマン'67

この作品では"DAILY BUGLE"は赤いロゴで太く描かれている。所属しているスタッフの中で姿が見られるのは、ジェイムソンを含むベティ・ブラント、ピーター・パーカーだけだが、シーズン2以降ではハモンド記者が登場したことがある。子供（名称：ペーパーボーイ）が新聞を配る際、「号外、号外！ライノが警察の捜査網から脱走だ！デイリー・ビューグル社の新聞を是非読んでー！（第8話『Horn of The Rhino』より）」と叫んでいた。社内には編集室のほか、印刷室、清掃室があり、外ではスイングドアで簡単に出入りができる。その清掃室では、ピーター・パーカーがスパイダーマンに変身するときに使うときがある。
- スパイダーマン'81

この作品では、ロビー・ロバートソンが新たに加わったほか、ジェイムソンの甥のモーティマーも所属している。
- Spider-Woman

「The Congo Spider」で登場。
- スパイダーマン'94

"DAILY BUGLE"は薄黄のロゴで描かれている。エレベーターがあり、リアル的なオフィスで描かれている。本社の所属スタッフにはグローリー・グラントも含まれる。
- X-メン:エボリューション

「天使のつばさ（On Angel's Wings）」で登場。
- スペクタキュラー・スパイダーマン

新聞紙の自体は実写映画版に寄せており、本社のビルをフラットアイアンビルを中心としているのも大きな特徴の1つ。
- アルティメット・スパイダーマン

デイリー・ビューグル・コミュニケーションズとも呼ばれており、J・ジョナ・ジェイムソン（声優：J・K・シモンズ、日本語吹き替え版：町田政則）がテレビキャスターとなってスパイダーマンを中傷する生中継をしている。

### ドラマ
- The Amazing Spider-Man

ロサンゼルスで撮影されたビルで、ピーター・パーカー、J・ジョナ・ジェイムソン、ロビー・ロバートソン、グローリー・グラント、ジュリー・マスターがいる。

### 映画

#### 実写映画

##### スパイダーマン三部作
概要
スパイダーマン三部作版におけるデイリー・ビューグル。原作コミックス同様に新聞社として登場する。本社はフラットアイアンビルに置かれ、編集長のJ・ジョナ・ジェイムソン（J・K・シモンズ、日本語吹き替え版 - 立川三貴）、映画オリジナルキャラクターのホフマン（演：テッド・ライミ、日本語吹き替え版 - 飛田展男）のほか、原作コミックスに基づくロビー・ロバートソン（演：ビル・ナン、日本語吹き替え版 - 石住昭彦）が副編集長、ベティ・ブラント（演：エリザベス・バンクス、日本語吹き替え版 - 満仲由紀子（初代）→本田貴子（2代目））、ピーター・パーカー（演：トビー・マグワイア、日本語吹き替え版 - 猪野学）が従業員として所属している。
描写
『スパイダーマン』
『スパイダーマン2』
『スパイダーマン3』

##### デアデビル
ベン・ユーリックがニューヨーク・ポスト社で勤務している。この頃はまだ、デイリー・ビューグル社の映画化権をコロムビア・ピクチャーズが持っていたため、このような状態となっている。

##### アメイジング・スパイダーマンシリーズ
アメイジング・スパイダーマン
アメイジング・スパイダーマン2

##### MCU版
マーベル・シネマティック・ユニバース（MCU）では、新聞社ではなくネットニュースメディアとして登場する。
概要
ニューヨークに本社を置き、J・ジョナ・ジェイムソンが主催者兼ニュースキャスターを務めるネットニュースメディア。当初は、ジェイムソンが単身かつ最小限の設備を構えた一室で運営する中小企業だったが、2024年に発生したピーター・パーカー/スパイダーマンとクエンティン・ベック/ミステリオの戦いの事後、ミステリオの一味によって投稿された“今際の際のベックが悪党だったスパイダーマンの正体を公開する映像”をウェブサイトにアップロードさせてニュースに配信した後、NY1を含むさまざまな報道機関に公表されたのを機に、オフィスの規模が複数のスタッフとテレビ局並みの放送機材が揃ったヴァーチャルスタジオへと瞬く間に拡大され、ニュースの合間に宣伝する怪しげな“デイリー・ビューグル・サプリメント”や、取材ヘリまで保有・運用するほどの企業へと急成長を遂げた。しかし、それに合わせてスパイダーマンを目の敵にするジェイムソンの一存で、ピーター/スパイダーマンを悪人と決めつけて徹底的に猛バッシングする過激な報道活動ばかりに執心するようになり、ジェイムソンの部下たちもスパイダーマンが悪事を働く証拠を掴むためなら、命令一つで彼への尾行や張り込みなどにあたるなど、モラルに反した行動を起こすことまである。
各作品における描写
『スパイダーマン:ファー・フロム・ホーム』
本作のミッドクレジットシーンでジェイムソンと共にMCU初登場。ジェイムソンが前述の映像を偽造されたものと知らずに鵜呑みにして公開し、そのニュースが8番街の街頭スクリーンに映し出され、ミシェル・ジョーンズ（MJ）とスイングデートに励んでいたピーターをパニックに陥れる。
『スパイダーマン:ノー・ウェイ・ホーム』
本作においては、当企業の活動や規模の拡大が物語の随所で本格的に描写され、並行世界から転移してきたヴィラン一同との戦いで心身ともに傷ついていくピーターに更なる追い討ちをかけることになる。
前作のミッドクレジットシーンの報道によりピーターにミステリオ殺害容疑がかかったことで、彼とMJ、ネッド・リーズ、メイ・パーカー、ハッピー・ホーガンがさまざまなとばっちりを受ける遠因を生み、それ以降もハイウェイでのオットー・オクタビアス/ドクター・オクトパスとの乱闘や、ヴィラン一同との移動の場面でピーターに対してジェイムソンや複数の職員が間接的に付き纏い、遂にはジェイムソンによってハッピーのコンドミニアムで起きた騒動をピーターに原因であると世間から受け取れるよう一方的なニュースを放送してしまう。
物語のクライマックス直前には、逃走したヴィラン一同を誘き寄せるためのピーターからの連絡を直接報道し、ラストシーンの直前にはスパイダーマンの正体とピーターの存在を忘れ去ったジェイムソンの「スパイダーマンの正体を暴く」宣言を放送する。

#### アニメーション映画
- スパイダーマン:スパイダーバース（2018年）

回想シーンで登場する。

### ゲーム
- 2000年 - スパイダーマン
- 2002年 - スパイダーマン
- 2004年 - スパイダーマン2に登場。
- 2007年 - スパイダーマン3に登場。